# Félix Pille
Pour les articles homonymes, voir Pille (homonymie).
Félix Pille, né le 13 octobre 1848 à Cannes ou il est mort le 25 mai 1919, est un peintre français.

## Biographie[1]
Son père exerçait la profession de perruquier à Cannes.
Il a résidé à Marseille.
A reçu les Palmes académiques.
Le 29 juin 1889 il a épousé à Cannes la niçoise Françoise Lombart. 
Il résidait à Cannes, 56 route de Fréjus, ou il avait son magasin "Cannes artistique". Il était en outre peintre d'enseignes et décorateur.
Il a réalisé le décor de la chapelle Saint-Honorat, sur l'ile du même nom.
Il fut trésorier de l'Association des Beaux-Arts de Cannes.

## Œuvres dans les collections publiques
- Cannes, musée de la Castre :
  - "Le Suquet vu de la Croisette", huile sur toile 0.38 x 0.61cm, S.B.D.[1].

## Autres œuvres connues
- "Coup de mistral"

## Expositions[1]
- Paris, 1883 :
  - "Cannes, un soir d'été.
- Expositions de l'Association des Beaux-Arts de Cannes, 1903[1]
- Expositions de l'Association des Beaux-Arts de Cannes, 1906[1]